# Paramonecphora nigra
Paramonecphora nigra är en insektsart som först beskrevs av Victor Lallemand 1920.  Paramonecphora nigra ingår i släktet Paramonecphora och familjen spottstritar. Inga underarter finns listade i Catalogue of Life.